# Альберих Остийский
Альберих Остийский (Albéric, также известный как Albéric de Beauvais, Alberic of Ostia) — католический церковный деятель XII века. Принял обет ордена бенедиктинцев в монастыре Клюни. В 1124 году стал аббатом Везле. На консистории 1138 года провозглашен кардиналом-епископом Остии. В 1139 году был папским легатом на Британских островах и способствовал заключению мира между Англией и Шотландией.